# Suze Rotolo
Susan Elizabeth Rotolo, mais conhecida como Suze Rotolo (Nova Iorque, 20 de novembro de 1943 – Nova Iorque, 25 de fevereiro de 2011), foi uma artista norte-americana, notória por ter sido namorada de Bob Dylan entre 1961 e 1964 e exercer uma forte influência em sua música.